# Савон Володимир Андрійович
Володимир Андрійович Савон (26 вересня 1940, Чернігів — 31 травня 2005, Харків) — радянський, український шахіст, гросмейстер (1973). Закінчив Харківський університет.

Чемпіон СРСР 1971 року, чемпіон України 1969 року.

У складі збірної СРСР переможець 20-ї шахової олімпіади.

## Кар'єра
Володимир Савон навчився грати в шахи пізно, у віці 13 років. Та, вже у 18 років розділив 6-8 місця у чемпіонаті України, який за складом учасників був один з найсильніших за історію проведення чемпіонатів України з шахів. 
У 1969 році разом з Геннадієм Кузьміном став переможцем 38-го чемпіонату України.
У 1961 році Савон вперше зіграв в фінальному турнірі чемпіонату СРСР, що проходив у Баку, та набравши 7½ очок з 20 можливих розділив 17-18 місця. Невдалим виявився наступний 30-й чемпіонат СРСР, в якому Володимир набравши лише 5½ очок посів останнє 20 місце. Загалом Володимир Савон за період 1961–1991 рр. зіграв у 11 фінальних частинах чемпіонату СРСР. Найуспішнішим для нього став чемпіонат 1971 року, в якому він набравши 15 очок з 21 можливого (+9-0=15), зумів випередити колишніх чемпіонів світу Василя Смислова та Михайла Таля (в обох по 13½ очок), майбутнього чемпіона світу Анатолія Карпова (13 очок), та багатьох інших відомих шахістів, у тому числі Леоніда Штейна (12 очок), Давида Бронштейна (11½ очок), Марка Тайманова (11 очок) , Юхима Геллера (9½ очок).
Володимир Савон багаторазовий переможець молодіжних чемпіонатів світу у складі збірної СРСР (1962, 1964, 1965, 1966, 1967).
У 1967 році отримав звання міжнародного майстра, у 1973 році міжнародного гросмейстера.
У 1972 році виступаючи на 2 резервній дошці у складі збірної СРСР (разом з Петросяном, Корчним, Смисловим, Талем, Карповим) став чемпіоном шахової олімпіади 1972 року, що проходила в Скоп'є.
У 1973 році посів 8 місце на міжзональному турнірі, що проходив у Петрополісі.
У 1975 році став одним з переможців зонального турніру (1-4 місця), що проходив у Вільнюсі. Але за підсумками додаткового турніру (всі шахісти набрали по 3 очки) через гірший коефіцієнт вибув з подальшої боротьби.

### Переможець турнірів
- Будапешт (1965)
- Дебрецен, Москва (1970)
- Ла Серена (1972)
- Люблін (1977)

## Результати виступів у чемпіонатах України
Володимир Савон зіграв у 7-ти фінальних турнірах чемпіонатів України, набравши загалом 68 очок із 113 можливих (+42-19=52).
| Рік  | Місто            | Турнір                 | + | − | =  | Результат | Місце   |
| ---- | ---------------- | ---------------------- | - | - | -- | --------- | ------- |
| 1959 | Київ             | 28-й чемпіонат України | 6 | 2 | 13 | 12½ з 21  | 6 — 8   |
| 1962 | Київ             | 31-й чемпіонат України | 6 | 7 | 4  | 8 з 17    | 11 — 12 |
| 1966 | Київ             | 35-й чемпіонат України | 9 | 4 | 4  | 11 з 17   | 4       |
| 1968 | Київ             | 37-й чемпіонат України | 5 | 3 | 9  | 9½ з 17   | 6 — 9   |
| 1969 | Івано-Франківськ | 38-й чемпіонат України | 7 | 1 | 7  | 10½ з 15  | Gold    |
| 1970 | Київ             | 39-й чемпіонат України | 6 | 2 | 9  | 10½ з 17  | 4       |
| 1994 | Алушта           | 63-й чемпіонат України | 3 | 0 | 6  | 6 з 9     | 13 — 23 |

## Турнірні результати
| Рік  | Місто          | Турнір                         | +  | −  | =  | Результат | Місце   |
| ---- | -------------- | ------------------------------ | -- | -- | -- | --------- | ------- |
| 1961 | Баку           | 29-й чемпіонат СРСР            | 4  | 9  | 7  | 7½ з 20   | 17 — 18 |
| 1962 | Єреван         | 30-й чемпіонат СРСР            | 2  | 10 | 7  | 5½ з 19   | 20      |
| 1965 | Будапешт       | міжнародний турнір             | 7  | 1  | 3  | 8½ з 11   | Gold    |
| 1966 | Тбілісі        | 34-й чемпіонат СРСР            | 4  | 4  | 12 | 10 з 20   | 10 — 12 |
| 1967 | Харків         | 35-й чемпіонат СРСР            |    |    |    | 8 з 13    | 21      |
|      | Гавана         | міжнародний турнір             | 10 | 5  | 2  | 11 з 17   | 7 — 8   |
|      | Сараєво        | міжнародний турнір             | 7  | 2  | 6  | 10 з 15   | — 4     |
| 1968 | Скоп'є/Охрид   | міжнародний турнір             | 6  | 3  | 10 | 11 з 19   | 6 — 8   |
| 1969 | Москва         | 37-й чемпіонат СРСР            | 7  | 5  | 10 | 12 з 22   | 10 — 11 |
| 1970 | Рига           | 38-й чемпіонат СРСР            | 5  | 2  | 14 | 12 з 21   | 5 — 7   |
|      | Дебрецен       | міжнародний турнір             | 5  | 0  | 10 | 10 з 15   | — 2     |
|      | Москва         |                                | 7  | 0  | 6  | 10 з 13   | Gold    |
| 1971 | Ленінград      | 39-й чемпіонат СРСР            | 9  | 0  | 12 | 15 з 21   | Gold    |
|      | Мар-дель-Плата | міжнародний турнір             | 5  | 0  | 10 | 10 з 15   | — 3     |
|      | Москва         | меморіал Алехіна               | 2  | 4  | 11 | 7½ з 17   | 12 — 14 |
| 1972 | Вейк-ан-Зеє    | 34-й міжнародний турнір        | 3  | 2  | 10 | 8 з 15    | 5 — 7   |
|      | Баку           | 40-й чемпіонат СРСР            | 6  | 2  | 13 | 12½ з 21  | — 5     |
|      | Скоп'є         | 20-а шахова олімпіада          | 3  | 2  | 2  | 4 з 7     | Gold    |
|      | Сухумі         | міжнародний турнір             | 8  | 2  | 5  | 10½ з 15  | Silver  |
|      | Ла Серена      | міжнародний турнір             | 9  | 0  | 2  | 10 з 11   | Gold    |
| 1973 | Москва         | 41-й чемпіонат СРСР            | 2  | 3  | 12 | 8 з 17    | 9 — 12  |
|      | Петрополіс     | міжзональний турнір            | 5  | 3  | 9  | 9½ з 17   | 8       |
| 1974 | Галле          | міжнародний турнір             | 3  | 1  | 11 | 9½ з 15   | 4       |
|      | Венеція        | міжнародний турнір             | 3  | 1  | 9  | 7½ з 13   | 6 — 8   |
|      | Ленінград      | 42-й чемпіонат СРСР            | 1  | 3  | 11 | 6½ з 15   | 12      |
| 1975 | Дортмунд       | 3-й міжнародний шаховий турнір | 5  | 1  | 5  | 7½ з 11   | Bronze  |
|      | Вільнюс        | зональний турнір               | 4  | 1  | 10 | 9 з 15    | 1 — 4   |
| 1976 | Одеса          | міжнародний турнір             | 6  | 2  | 6  | 9 з 14    | — 3     |
| 1977 | Любляна        | міжнародний турнір             | 5  | 1  | 7  | 8½ з 13   | Bronze  |
|      | Люблін         | міжнародний турнір             | 5  | 0  | 8  | 9 з 13    | Gold    |
| 1978 | Львів          | зональний турнір               | 3  | 5  | 7  | 6½ з 15   | 12 — 14 |
|      | Київ           | міжнародний турнір             | 3  | 0  | 12 | 9 з 15    | — 4     |
| 1980 | Есб'єрг        | міжнародний турнір             | 3  | 2  | 8  | 7 з 13    | Bronze  |
| 1981 | Львів          | міжнародний турнір             | 1  | 1  | 11 | 6½ з 13   | 6 — 8   |
| 1982 | Москва         |                                | 3  | 1  | 13 | 9½ з 17   | 7 — 8   |
|      | Варна          | міжнародний турнір             | 3  | 3  | 7  | 6½ з 13   | 4 — 6   |
|      | Єреван         |                                | 1  | 2  | 12 | 7 з 15    | 9 — 12  |
| 1988 | Баку           | міжнародний турнір             | 3  | 3  | 5  | 5½ з 11   | 6 — 8   |
| 1989 | Одеса          | меморіал Котова                | 1  | 3  | 9  | 5½ з 13   | 9 — 10  |
| 1991 | Подольськ      | міжнародний турнір             | 3  | 1  | 7  | 6½ з 11   | 5 — 6   |
|      | Москва         | 58-й чемпіонат СРСР            | 0  | 3  | 8  | 4 з 11    | 57 — 62 |
| 1992 | Алушта         | міжнародний турнір             | 2  | 1  | 7  | 5½ з 10   | Bronze  |
| 1993 | Алушта         | міжнародний турнір             | 3  | 2  | 5  | 5½ з 10   | 4 —5    |